# 組織型
組織型（そしきけい）とは、腫瘍細胞の分化と増殖形態に基づく病理組織学的な腫瘍の分類を意味する。病理診断では、しばしばそれに分化度や組織構築の特徴を付記して組織型を表現する（統一的な分類基準として、ICD-Oがある）。
胃癌を例に挙げれば、一般的な組織型は腺癌であり、組織構築と分化度を加味して高分化管状腺癌（well differentiated tubular adenocarcinoma, "tub1"）のように表記する。ちなみに"tub1"とは日本の胃癌取扱い規約で推奨されている組織型の略号である。
なお、病期分類に関しては、腫瘍学の項か、各癌の記事に詳しい。

## 主な腫瘍組織型
以下、ICD-Oに準じて分類し、適宜簡単な説明を記す（独立記事があるものは、詳細はそちらを参照）。なお、ICD-Oコードの末尾は
/0 良性
/1 良性か悪性か不詳
/2 上皮内癌
/3 悪性、原発部位のもの
/6 悪性、転移（など続発）部位のもの
/9 悪性、原発か転移か不詳
を意味する。

### 800新生物NOS (not otherwise specified)
- 8000/0 良性腫瘍
- 8000/3 悪性腫瘍

### 801-804 上皮性新生物 NOS
- 8010/0 良性上皮性腫瘍
- 8010/2 上皮内癌 NOS
- 8010/3 癌腫 NOS

上皮細胞を起源とする。悪性腫瘍の中でも多くを占める。

### 805-808 扁平上皮性新生物
- 8070/3 扁平上皮癌

重層扁平上皮を構成する有棘細胞を起源とするが、他の型の上皮から重層扁平上皮に化生した細胞から生じることも少なくない。皮膚や頭頸部（鼻腔、副鼻腔、咽頭、喉頭）、食道に発生する上皮性悪性腫瘍の多くは扁平上皮癌であり、特に頭頸部と食道では喫煙と飲酒が、その発生に深くかかわっている。肺癌では約40％を占める。また、子宮頸部癌の90％以上が扁平上皮癌であるが、子宮癌検診の普及によって、腫瘍が浸潤せずに上皮内にとどまる「異形成」や「上皮内癌」で発見される患者が増加しており、そのような例では適切な治療により完治が望める。ヒトパピローマウィルスが発癌の原因となることが明らかにされており、性交感染症(STD; sexually transmitted disease)としての側面を有している。

### 812-813 移行上皮乳頭腫および癌
- 8120/0 良性移行上皮乳頭腫
- 8120/1 移行上皮乳頭腫 NOS
- 8120/2 上皮内移行上皮癌
- 8120/3 移行上皮癌 NOS
- 8121/0 良性内反性移行上皮乳頭腫
- 8121/1 内反性移行上皮乳頭腫 NOS

### 814-838 腺腫および腺癌
- 8140/0 腺腫 NOS

分泌組織を起源とする良性腫瘍である。
- 8140/3 腺癌(Adenocarcinoma) NOS

分泌組織を起源とする悪性腫瘍である。
- 8160/3 胆管細胞癌
- 8170/3 肝細胞癌 NOS

肝細胞癌は腺癌の中の特殊なものに分類される。
- 8200/3 腺様嚢胞癌
- 8240/1 虫垂カルチノイド NOS
- 8240/3 カルチノイド NOS

### 839-842 皮膚付属器腺新生物
汗腺又は脂腺を起源とするもの。実質的には腺上皮性腫瘍の一部である。

### 843 粘表皮新生物
- 8430/3 粘表皮癌

### 844-849 嚢胞性、粘液性および漿液性新生物
実質的には腺上皮性腫瘍の一部である。

### 850-854 導(乳)管性、小葉性および髄様新生物
実質的に、乳腺上皮を起源とするものの分類であり、腺上皮性腫瘍の一部である。
- 乳管内乳頭腫 ICD-O code 8503/0

乳管内に認められる良性乳腺腫瘍で、血管結合組織を軸とした上皮細胞と筋上皮細胞の増殖である。乳頭に近い太い乳管に生ずる中心性乳頭腫（central papilloma)と小葉に起源のある末梢性乳頭腫（peripheral papilloma)に２大別される。WHO分類（第３版）によれば「乳頭腫症（papillomatosis)」という用語は、上皮過形成を意味する場合と多発性乳頭腫を意味する場合がある。あいまいさを避けるため「乳頭腫症」という用語の使用は薦められない。

### 855 腺房細胞新生物
実質的には腺上皮性腫瘍の一部である。

### 868-871 傍神経節腫およびグロムス腫瘍
- 8700/0 褐色細胞腫 NOS
- 8700/3 悪性褐色細胞腫

### 872-879 母斑および黒色腫
- 8720/3 悪性黒色腫 NOS

神経上皮から分化したメラニン産生細胞(melanocyte)より生じる。メラノーマとも。

### 880 軟部腫瘍および肉腫 NOS
- 8800/3 肉腫 NOS

骨や筋肉などの非上皮性細胞に由来する悪性腫瘍を肉腫というが、非上皮性であるという以上に起源が特定できない場合、このようにコーディングする。

### 881-883 線維腫性新生物
- 8810/0 線維腫

現在のところ、腱鞘線維腫のような真の良性腫瘍と、過誤腫的な病変と、実態は皮膚の肥厚性瘢痕と同様の損傷修復後反応性病変が混在している疾患概念である。

### 885-888 脂肪腫性新生物
- 8850/0 脂肪腫
- 8850/3 脂肪肉腫

### 893-899 間葉性成分を含む複合新生物
- 8936/1 消化管間質腫瘍 (GIST)
- 8936/3 高悪性度GIST

GISTは複合新生物ではないのだが、コードの空きが少ないため便宜的にこの位置に配されている。
- 8940/0 多形腺腫

### 900-903 線維上皮性新生物
- 線維腺腫 (乳腺)

### 904 「滑膜」新生物
かつて滑膜由来とされた（が近年は起源不明腫瘍として扱われる事が多い）ものがここに分類される。

### 905 中皮性新生物
- 9050/0 良性中皮腫
- 9050/3 中皮腫 NOS

### 906-909 胚細胞性新生物
胚細胞＝原生殖細胞に由来する腫瘍の総称で、生殖腺の中が好発部位であるが、発生の過程で胚細胞が生殖腺まで移動する経路に当たる部分(トルコ鞍部、縦隔、後腹膜など)にも生ずることがある。多くは悪性腫瘍である。
- 9080/0 成熟奇形腫

成熟した各器官を模倣するまでに分化したもの。良性である。

### 912-916 血管腫瘍
- カポジ肉腫 9140/3

### 918-924 骨および軟骨新生物
- 9180/3 骨肉腫 NOS

### 925 巨細胞腫
- 9250/1 骨巨細胞腫 NOS
- 9252/0 腱鞘巨細胞腫

### 927-934歯原性腫瘍
- 9273/0 良性セメント芽細胞腫
- 9280/0 歯牙腫
- 9301/0 石灰化嚢胞性歯原性腫瘍
- 9310/3 悪性エナメル上皮腫

### 949-952 神経上皮腫性新生物
神経上皮性腫瘍(Tumors of neuroepithelial tissue)は、発生学的には神経上皮から分化した組織に由来する腫瘍であるが、組織学的には上皮の性質を失った組織から生じ、増殖のパターンも一般的な癌腫と異なるため、癌とも肉腫とも別個の組織型として扱われるのが通常である。

### 958 顆粒細胞腫および胞巣状軟部肉腫
- 9581/3 胞巣状軟部肉腫

### 959-971ホジキンおよび非ホジキンリンパ腫
リンパ腫は広義の造血器腫瘍に含まれ、リンパ球腫瘍化したもののうち、少なくともどこかにリンパ性白血病の形をとる以外の増殖巣をもつものであり、殆どはリンパ組織を起源とする。悪性リンパ腫とも。（造血器腫瘍は造血細胞が腫瘍化したもの。ここで言う「腫瘍化」は異常細胞の塊を作ることではなく、無制限に増殖するようになることを意味するが、リンパ腫の他にも固形がんの形をとるものもある。）

### 973 形質細胞腫瘍
- 9732/3 多発性骨髄腫

### 980-994 白血病
造血器腫瘍のうち、血液内で非固形がんの形をとるものを白血病(Leukemia)と総称する。
- 9861/3 急性骨髄性白血病

### 995-997 その他の骨髄増殖性およびリンパ増殖性障害
- 真性多血症 9950/3

## 腫瘍の組織型の多様性

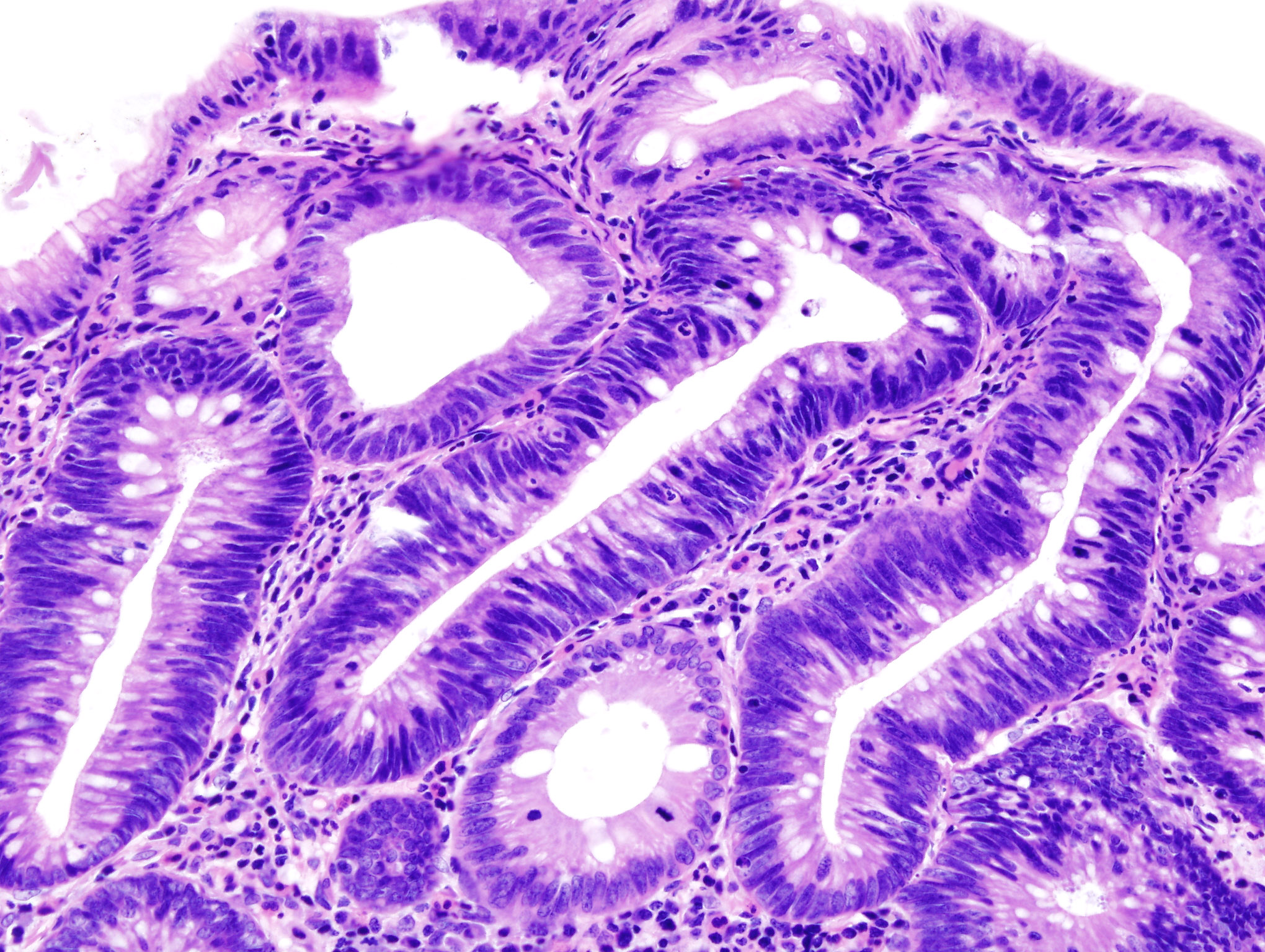
結腸の管状腺腫
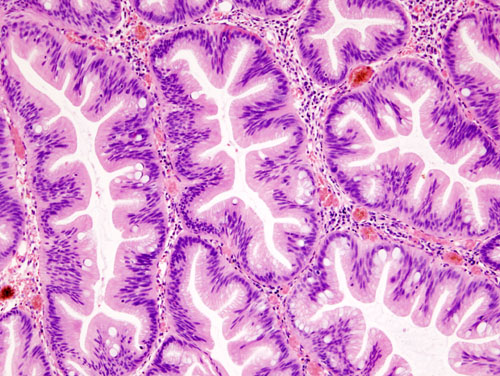
結腸の鋸歯状腺腫
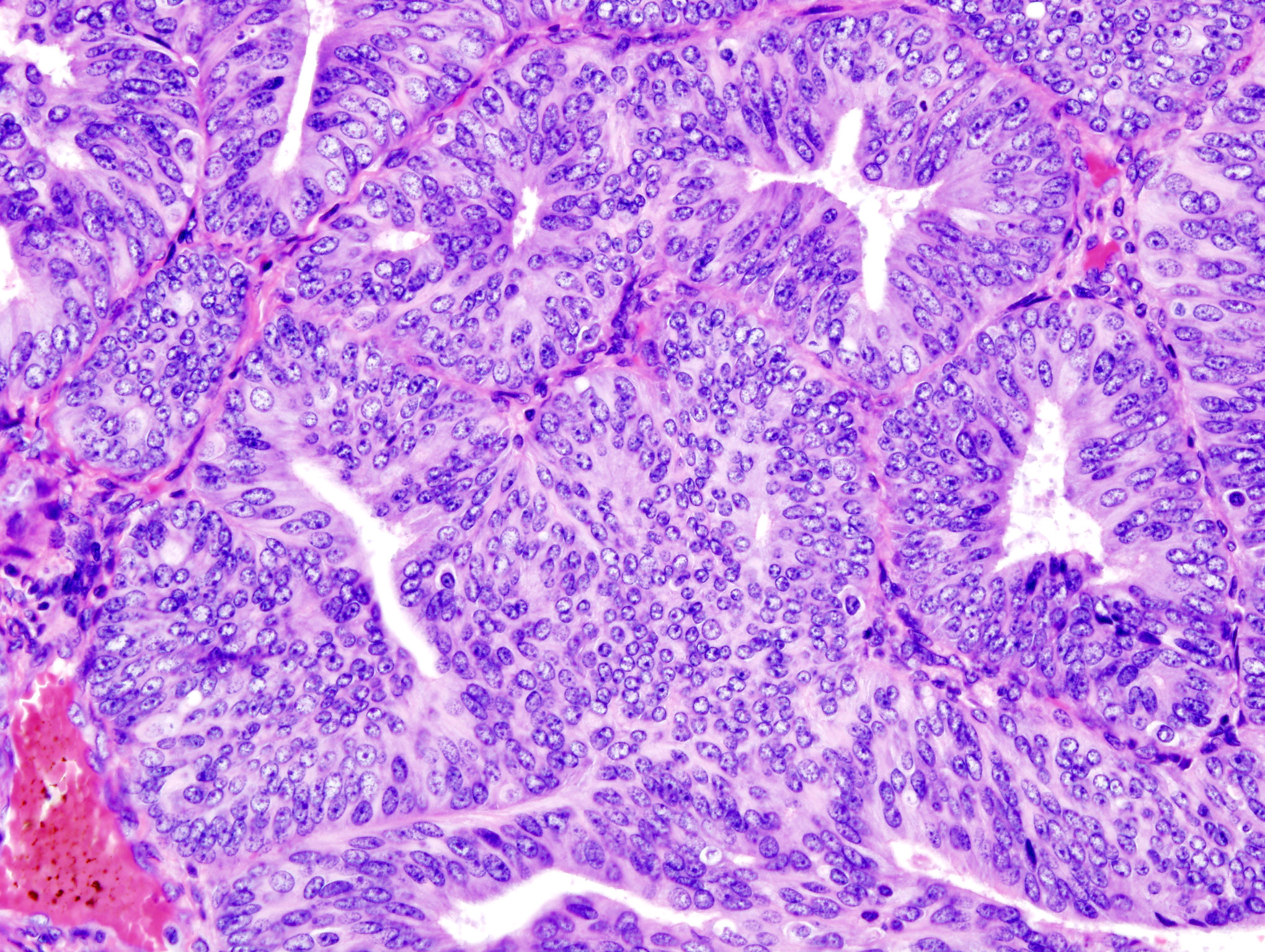
類内膜腺癌
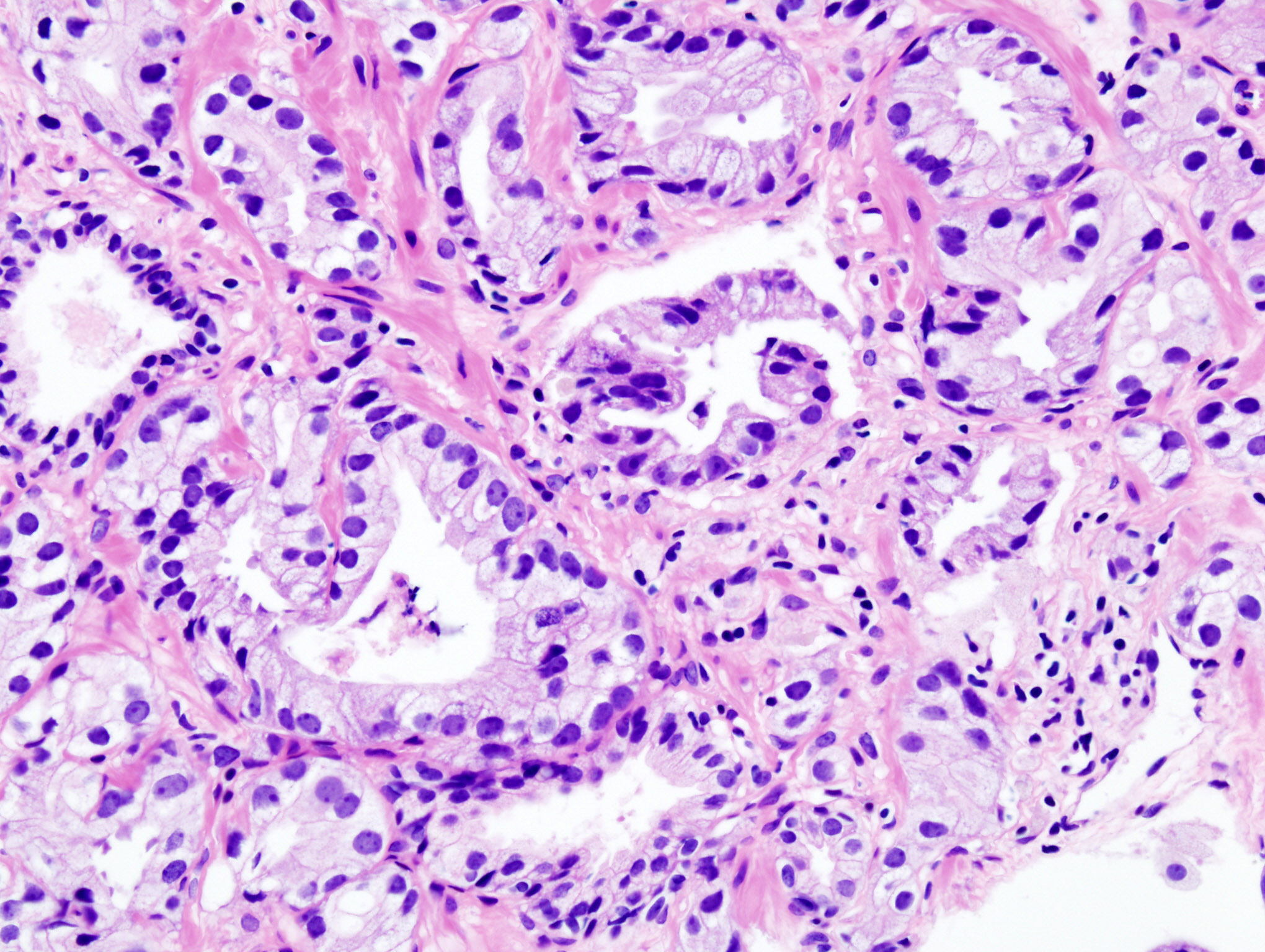
前立腺の高分化腺癌
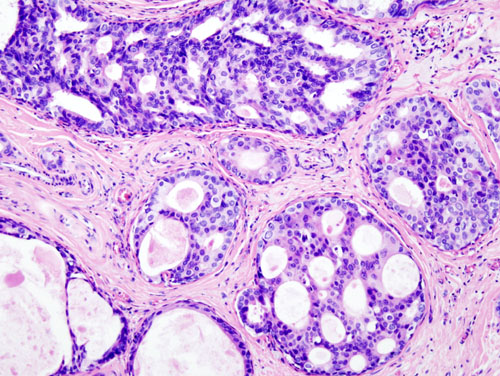
乳腺の乳管内上皮内癌（DCIS)
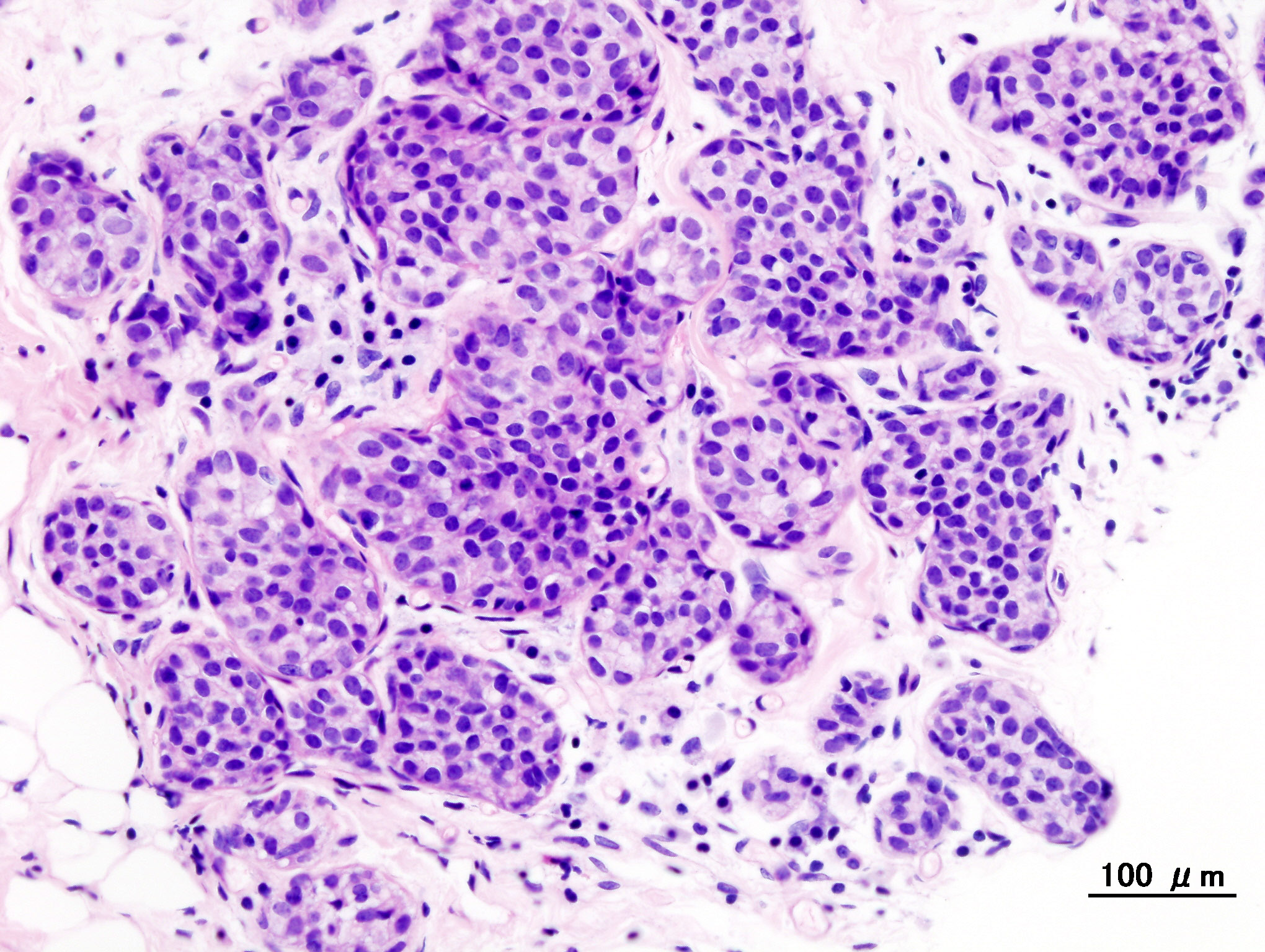
乳腺の小葉癌（非浸潤部）
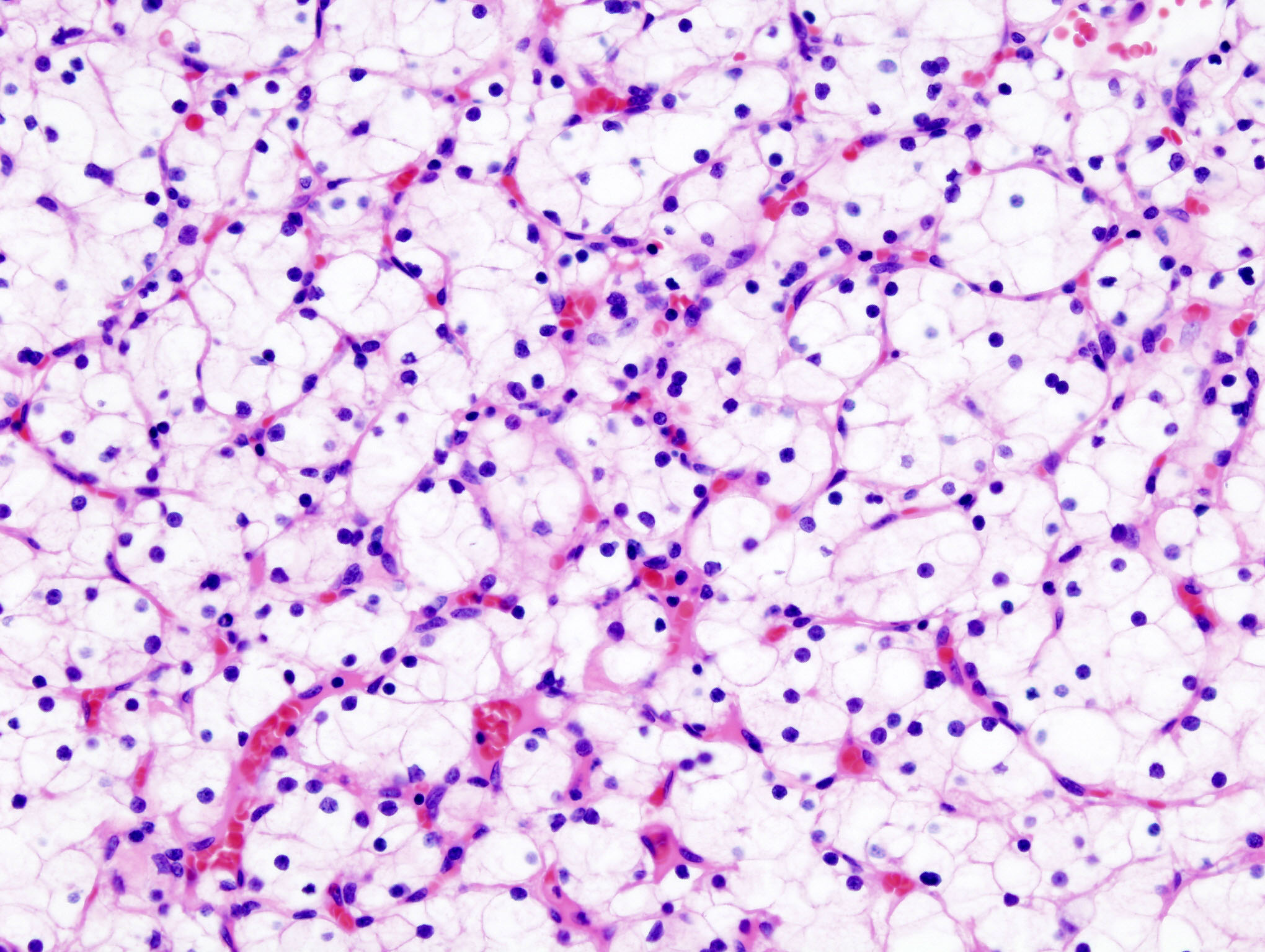
腎臓原発の淡明細胞癌（腺癌の一種）
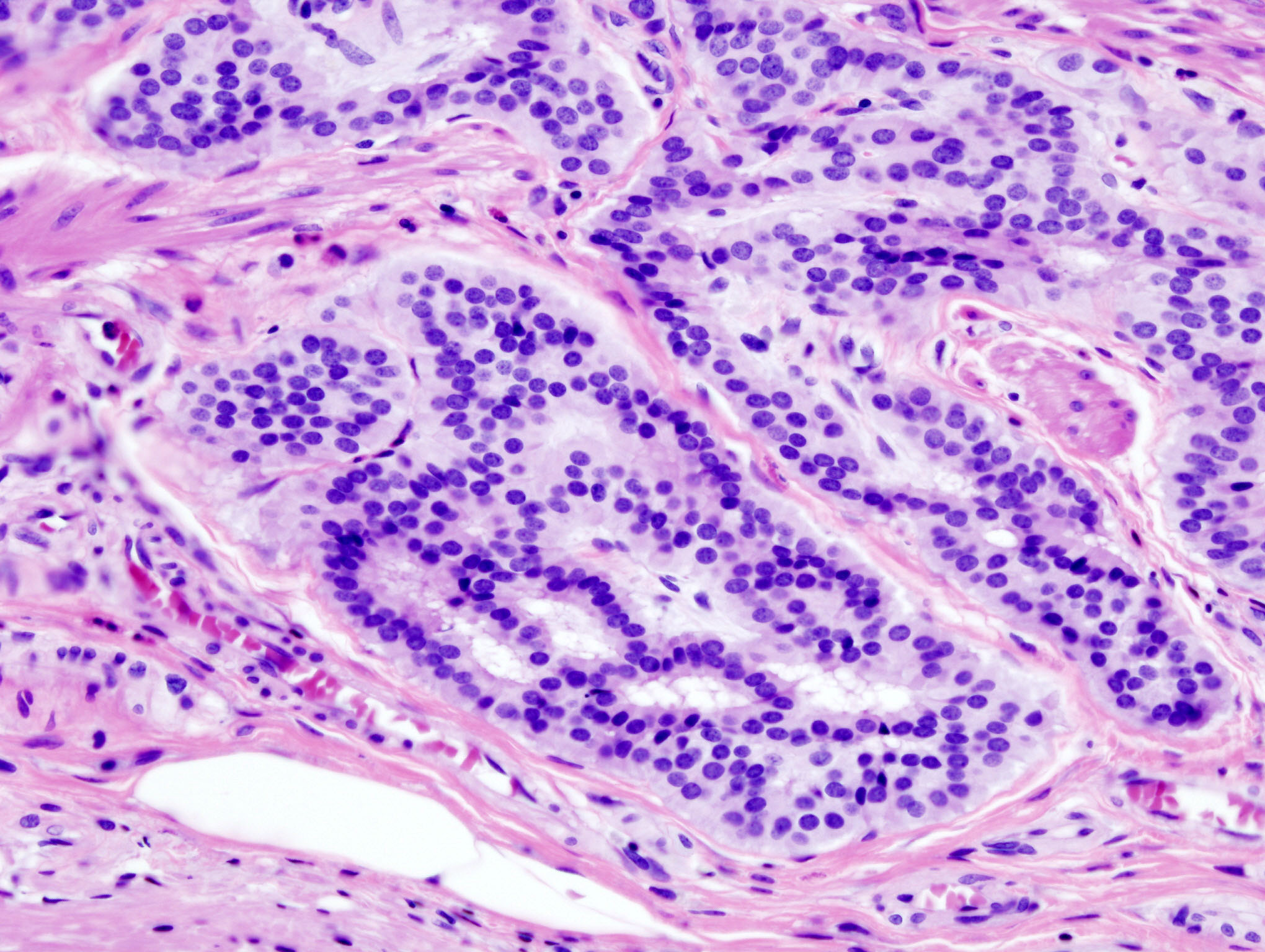
結腸のカルチノイド（神経内分泌腫瘍）
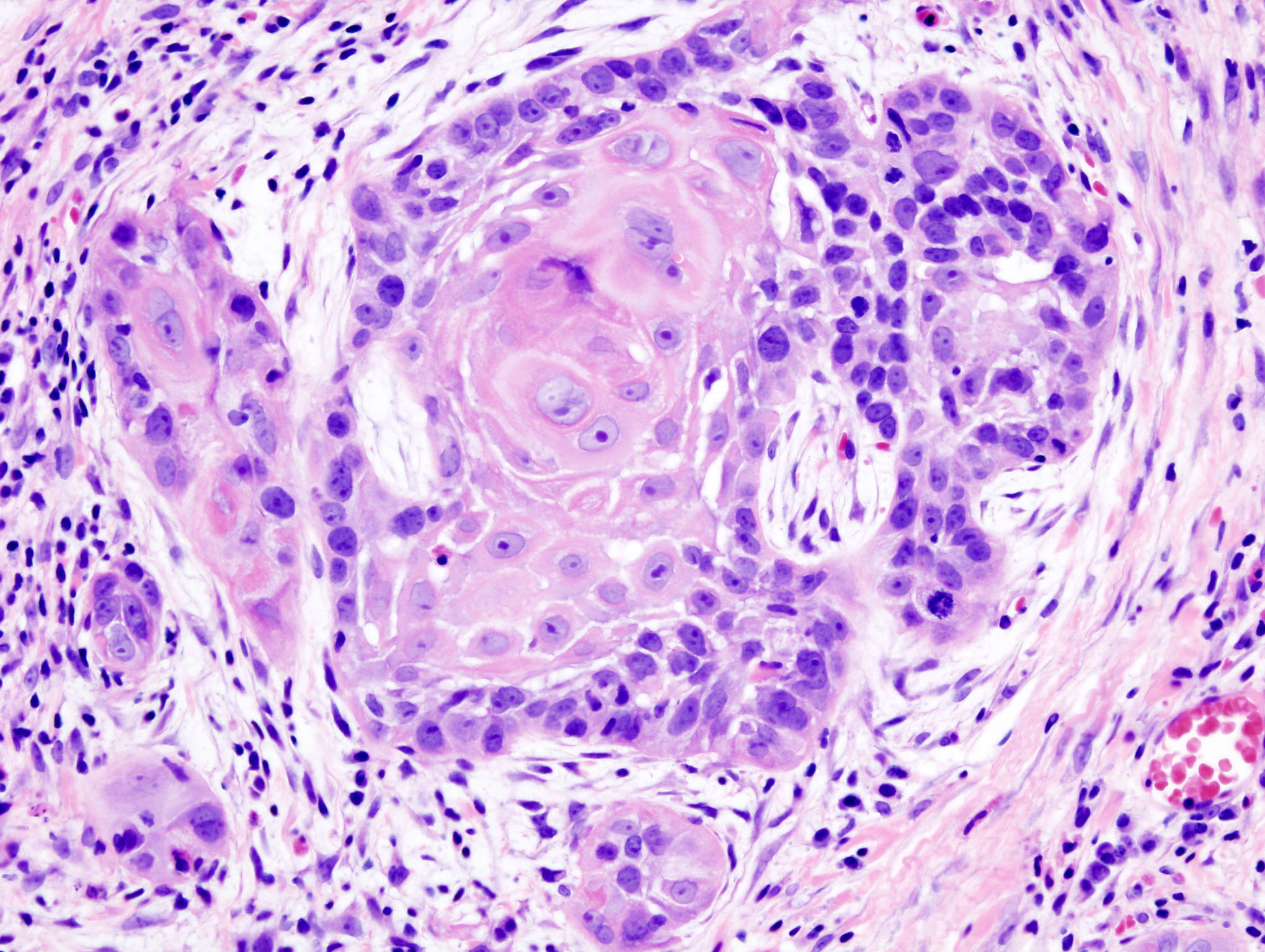
口腔粘膜の扁平上皮癌
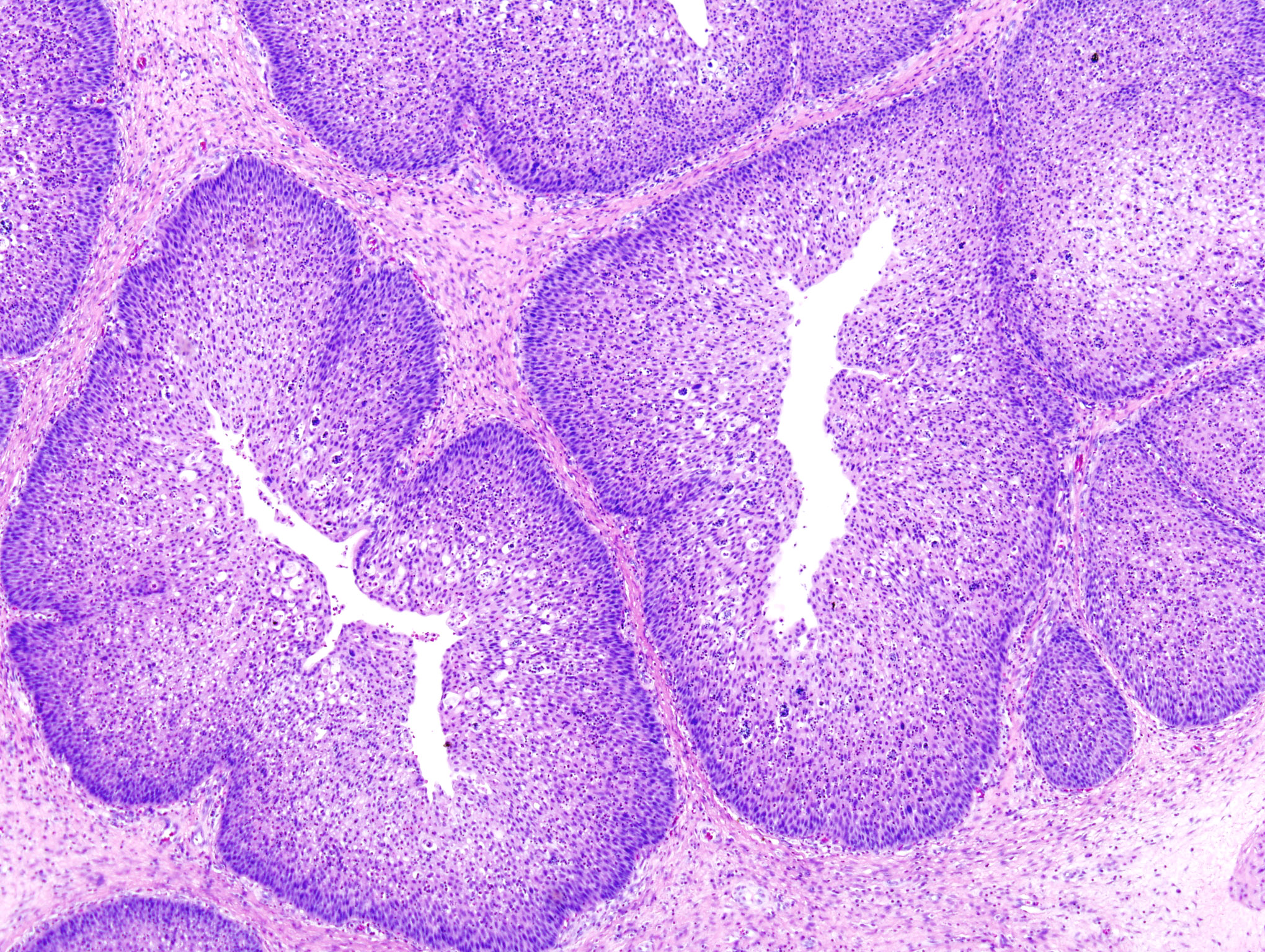
鼻腔の内反性乳頭腫
皮膚の神経線維種
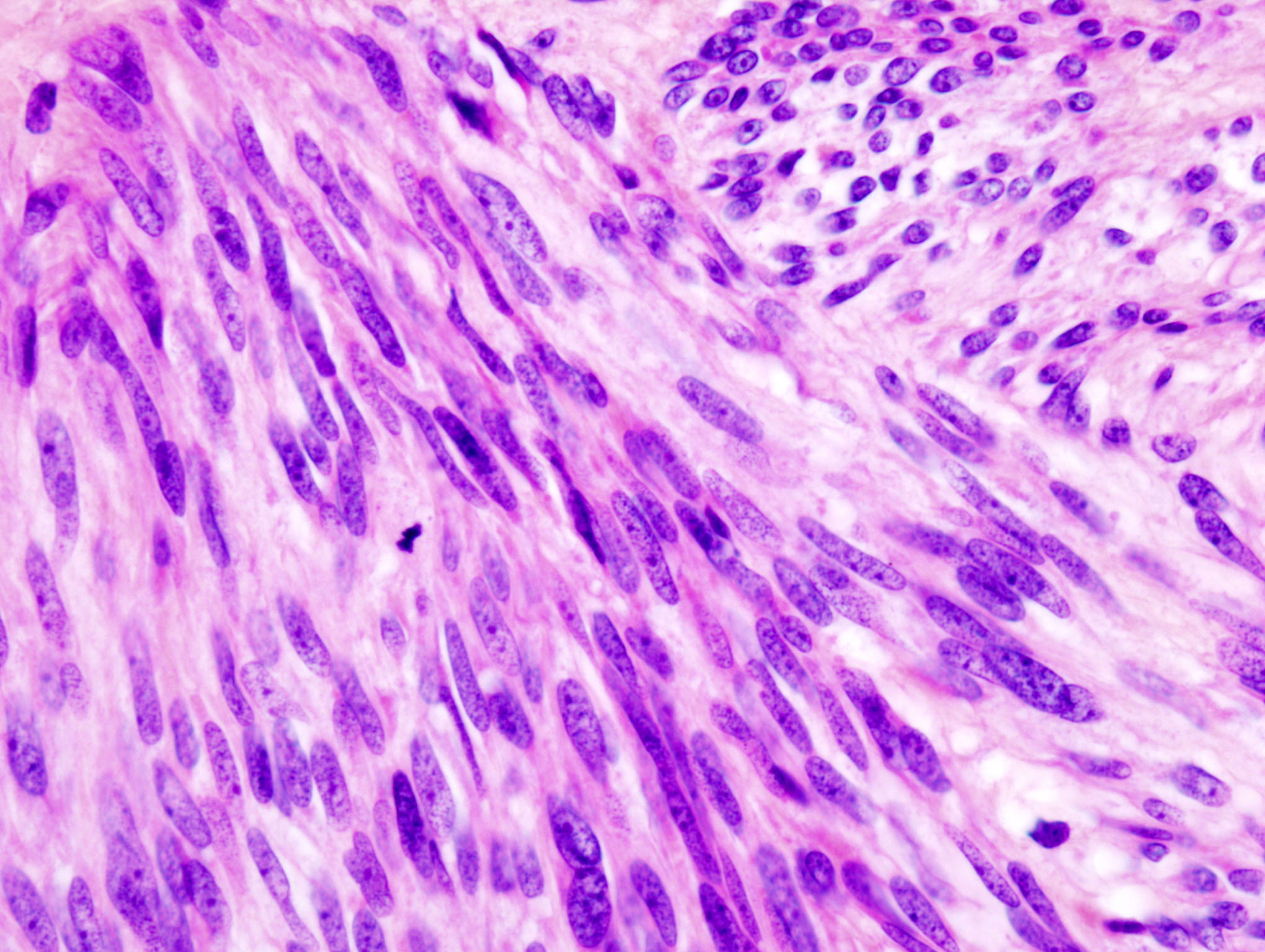
胃原発の消化管間質細胞腫瘍（GIST）

## 上皮性腫瘍
| 細胞分化       | 発生母地       | 組織型                                   | 具体例                                   |
| -------------- | -------------- | ---------------------------------------- | ---------------------------------------- |
| 腺系腫瘍       | 腺上皮（粘膜） | 腺腫                                     | 胃腺腫 結腸絨毛腺腫                      |
| 腺系腫瘍       | 導管上皮       | 腺腫，乳頭腫                             | 乳管内乳頭腫 膵管嚢胞腺腫                |
| 腺系腫瘍       | 内分泌細胞     | 腺腫                                     | 下垂体腺腫 甲状腺濾胞腺腫 副腎皮質腺腫   |
| 腺系腫瘍       | 実質細胞       | 腺腫                                     | 肝細胞腺腫                               |
| 腺系腫瘍       | 多分化混合細胞 | 乳腺線維腺腫 唾液腺多形腺腫 皮膚混合腫瘍 | 乳腺線維腺腫 唾液腺多形腺腫 皮膚混合腫瘍 |
| 扁平上皮系腫瘍 | 表皮（皮膚）   | 尋常性疣贅(*) ケラトアカントーマ(*)      | 尋常性疣贅(*) ケラトアカントーマ(*)      |
| 扁平上皮系腫瘍 | 腔内被覆上皮   | 乳頭腫                                   | 鼻腔乳頭腫 食道乳頭腫                    |
| 扁平上皮系腫瘍 | 外陰部         | 尖圭コンジローマ(*) 乳頭腫(*)            | 尖圭コンジローマ(*) 乳頭腫(*)            |
| 尿路上皮系腫瘍 | 尿路上皮       | 乳頭腫                                   | 内反性乳頭腫                             |

(*)ウイルス感染が原因の増殖性病変を一部に含み、厳密には腫瘍性とは言えない病変である。

## 前癌病変
|              | 臓 器                    | 組織型                                                  | 英語表記（略称）                                                                          |
| ------------ | ------------------------ | ------------------------------------------------------- | ----------------------------------------------------------------------------------------- |
| 扁平上皮系   | 皮膚                     | 日光角化症                                              | Actinic keratosis                                                                         |
| 扁平上皮系   | 口腔・上気道 気管支 食道 | 異形成上皮                                              | Mild dysplasia Moderate dysplasia Severe dysplasia                                        |
| 扁平上皮系   | 子宮頚部                 | 異形成上皮（上皮内腫瘍）                                | CIN1 CIN2 CIN3                                                                            |
| 扁平上皮系   | 腟・外陰部               | 異形成上皮（上皮内腫瘍）                                | VIN1 VIN2 VIN3                                                                            |
| 腺上皮系     | 肺末梢                   | 異型腺腫様過形成                                        | Atypical adenomatous hyperplasia (AAH)                                                    |
| 腺上皮系     | 乳腺                     | 異型乳管過形成                                          | Atypical ductal hyperplasia (ADH)                                                         |
| 腺上皮系     | 胃                       | （腺性異形成上皮）                                      | (Glandular dysplasia)                                                                     |
| 腺上皮系     | 結腸・直腸               | 軽度，中等度，高度異型腺腫 管状腺腫 絨毛腺腫 鋸歯状腺腫 | Mild, moderate, severe atypical adenoma; tubular adenoma villous adenoma serrated adenoma |
| 腺上皮系     | 胆道・膵管               | 腺性異形成上皮                                          | Glandular dysplasia                                                                       |
| 腺上皮系     | 肝臓                     | 異型腺腫様過形成                                        | Atypical adenomatous hyperplasia (AAH)                                                    |
| 腺上皮系     | 前立腺                   | 上皮内腫瘍                                              | PIN1 PIN2 PIN3                                                                            |
| 腺上皮系     | 子宮内膜                 | 異型子宮内膜増殖症                                      | Atypical endometrial hyperplasia simple complex                                           |
| 腺上皮系     | 卵巣                     | 漿液性境界悪性腫瘍 粘液性境界悪性腫瘍                   | Serous borderline tumor Mucinous borderline tumor                                         |
| 尿路上皮系   | 腎盂・尿管・膀胱         | 尿路上皮乳頭腫                                          | Urothelial papilloma                                                                      |
| 胎盤絨毛上皮 | 胎盤着床部               | 胞状奇胎                                                | Hydatidiform mole                                                                         |

- CIN, cervical intraepithelial neoplasia.
- VIN, vulvar or vaginal intraepithelial neoplasia.
- PIN, prostatic intraepithelial neoplasia.

胃癌（腺癌）のほとんどはde novo発癌する。腺腫や異形成上皮からの発生は例外的である。